# Теофиллин
Теофилли́н (от лат. thea — чайный куст и др.-греч. φύλλον, phyllon — лист), также известный как 1,3-диметилксантин — психоактивное вещество, метилксантин, лекарство, использующееся при терапии респираторных заболеваний, таких как хроническая обструктивная болезнь лёгких и астма, выпускается под различными торговыми наименованиями. Является производным семейства ксантинов, структурно и фармакологически похож на теобромин и кофеин. Небольшое количество теофиллина производится в печени, как продукт метаболизма в ней кофеина.

## Фармакологическое действие
Бронхолитическое средство, производное пурина;
- Ингибирует фосфодиэстеразу, увеличивает накопление в тканях цАМФ, блокирует аденозиновые (пуриновые) рецепторы;
- Снижает поступление ионов кальция через каналы клеточных мембран, уменьшает сократительную активность гладкой мускулатуры. Расслабляет мускулатуру бронхов, кровеносных сосудов (главным образом сосудов мозга, кожи и почек);
- Оказывает периферическое вазодилатирующее действие.
- Стабилизирует мембрану тучных клеток, тормозит высвобождение медиаторов аллергических реакций.
- Увеличивает мукоцилиарный клиренс, стимулирует сокращение диафрагмы, улучшает функцию дыхательных и межреберных мышц, стимулирует дыхательный центр.
- Нормализуя дыхательную функцию, способствует насыщению крови кислородом и снижению концентрации углекислоты;
- Усиливает вентиляцию лёгких в условиях гипокалиемии.
- Оказывает стимулирующее влияние на деятельность сердца, увеличивает силу сердечных сокращений и ЧСС, повышает коронарный кровоток и потребность миокарда в кислороде.
- Снижает тонус кровеносных сосудов (главным образом сосудов мозга, кожи и почек).
- Уменьшает лёгочное сосудистое сопротивление, понижает давление в «малом» круге кровообращения.
- Увеличивает почечный кровоток, оказывает умеренный диуретический эффект.
- Расширяет внепечёночные желчные пути.
- Тормозит агрегацию тромбоцитов (подавляет фактор активации тромбоцитов и PgE2 альфа), повышает устойчивость эритроцитов к деформации (улучшает реологические свойства крови), уменьшает тромбообразование и нормализует микроциркуляцию.

Замедленное высвобождение действующего вещества из таблеток ретард обеспечивает достижение терапевтического уровня теофиллина в крови через 3—5 ч после приема и его сохранение в течение 10—12 ч, так что эффективные концентрации теофиллина в крови в течение суток поддерживаются при приеме препарата 2 раза в день.

## Побочные эффекты
Использование теофиллина осложняется его взаимодействием с различными лекарственными препаратами, главным образом с циметидином (cimetidine) и фенитоином (phenytoin), а также тем, что у него низкий терапевтический индекс, поэтому его использование должно контролироваться непосредственными измерениями концентрации теофиллина в сыворотке крови для избежания проявления токсичных эффектов. Он также может вызвать тошноту, диарею, увеличить ЧСС, аритмию и возбуждение ЦНС (головные боли, бессонница, раздражимость, головокружение и предобморочное состояние). При особо высоких токсичных концентрациях могут возникнуть судороги. Его токсичность потенциируется эритромицином, циметидином и фторхинолонами, такими как, например, ципрофлоксацин. Токсического уровня в плазме можно достичь, принимая препарат с жирной пищей, эффект называется сброс дозы. Токсичность теофиллина может купироваться бета-блокаторами. Кроме припадков, важным побочным эффектом препарата являются тахиаритмии.

## Распространение в природе
Теофиллин содержится в бобах какао. В литературе сообщается о содержании вещества в концентрации до 3,7 мг/г в какао-бобах сорта Criollo.
Следовые количества теофиллина также находятся в заваренном чае, хотя это количество равно только 1 мг/л, что значительно меньше, чем его терапевтическая доза.

## Фармакокинетика

### Абсорбция
При внутривенном введении биодоступность теофиллина 100 %, так же как и у всех препаратов, вводимых внутривенно.

### Распределение
Теофиллин распределяется в межклеточной жидкости, в плаценте, в молоке и ЦНС. Объем распределения составляет 0,5 л/кг. Связывается с белками на 40 %. Объем распределения может быть увеличенным у новорожденных, а также у пациентов, страдающих от цирроза или недостаточного питания. В то же время, объем распределения может уменьшиться у пациентов с избыточным весом.

### Метаболизм
Метаболизм теофиллина происходит главным образом в печени (до 70 %). Препарат подвергается N-демителированию посредством цитохрома P450 1A2. Скорость метаболизма может достигнуть насыщения (потерять зависимость от концентрации субстрата) даже при терапевтических дозах препарата. Таким образом, даже малое увеличение дозы может вызвать заметное повышение концентрации препарата в сыворотке. Метилирование до кофеина также важно при приеме препарата новорожденными. Курящие пациенты и люди с заболеваниями печени метаболизируют лекарство по-разному. Как ТГК, так и никотин могут увеличивать скорость метаболизма теофиллина.

### Выведение
Теофиллин выводится в неизменном виде с мочой (до 10 %). Клиренс препарата увеличивается при следующих условиях: у детей в возрасте 1 до 12 лет, подростки от 12 до 16, взрослые курильщики, молодые курильщики, цистический фиброз, гипертиреоиодизм. Клиренс препарата уменьшается: у пожилых, при острой сердечной недостаточности, циррозе, гипотиреоиодизме, вирусной лихорадке.
Время полувыведения различается: 30 часов у новорожденных, 24 часа у грудничков, 3,5 часа у детей в возрасте от 1 до 9 лет, 8 часов у взрослых некурящих, 5 часов у взрослых курильщиков, 24 часа у людей с пораженной печенью, 12 часов у пациентов с застойной сердечной недостаточностью класса I—II, 24 часа у пациентов с застойной сердечной недостаточностью класса III—IV, 12 часов у пожилых.